# Martin Moller

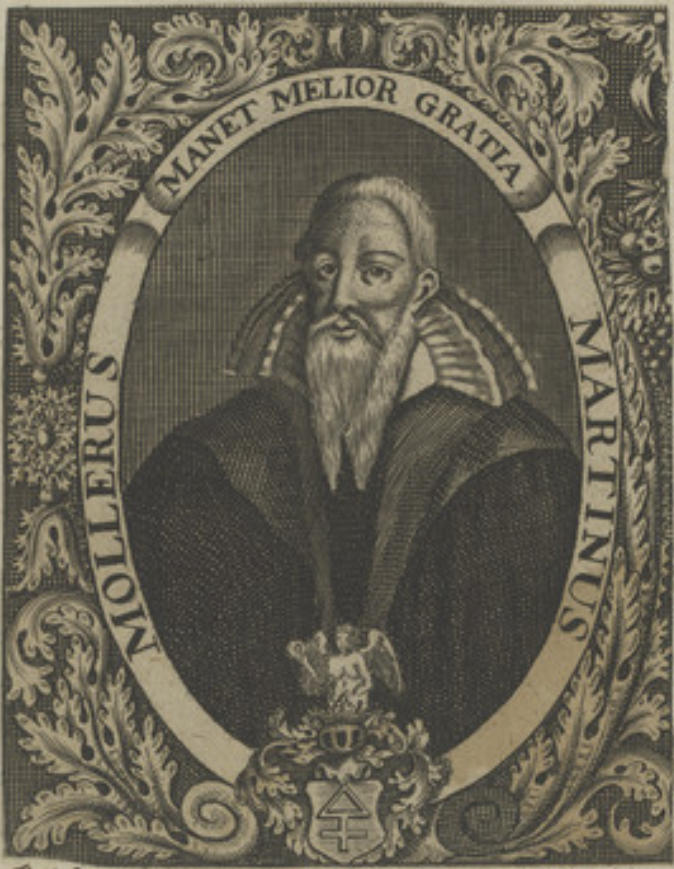
Kupferstich von Martin Moller in der Herzog August Bibliothek Wolfenbüttel

Martin Moller (* 10. November 1547 in Ließnitz, heute Kropstädt bei Wittenberg; † 2. März 1606 in Görlitz) war ein deutscher Mystiker und Kirchenlieddichter. Er gilt als Mitbegründer der evangelischen Erbauungsliteratur.

## Leben

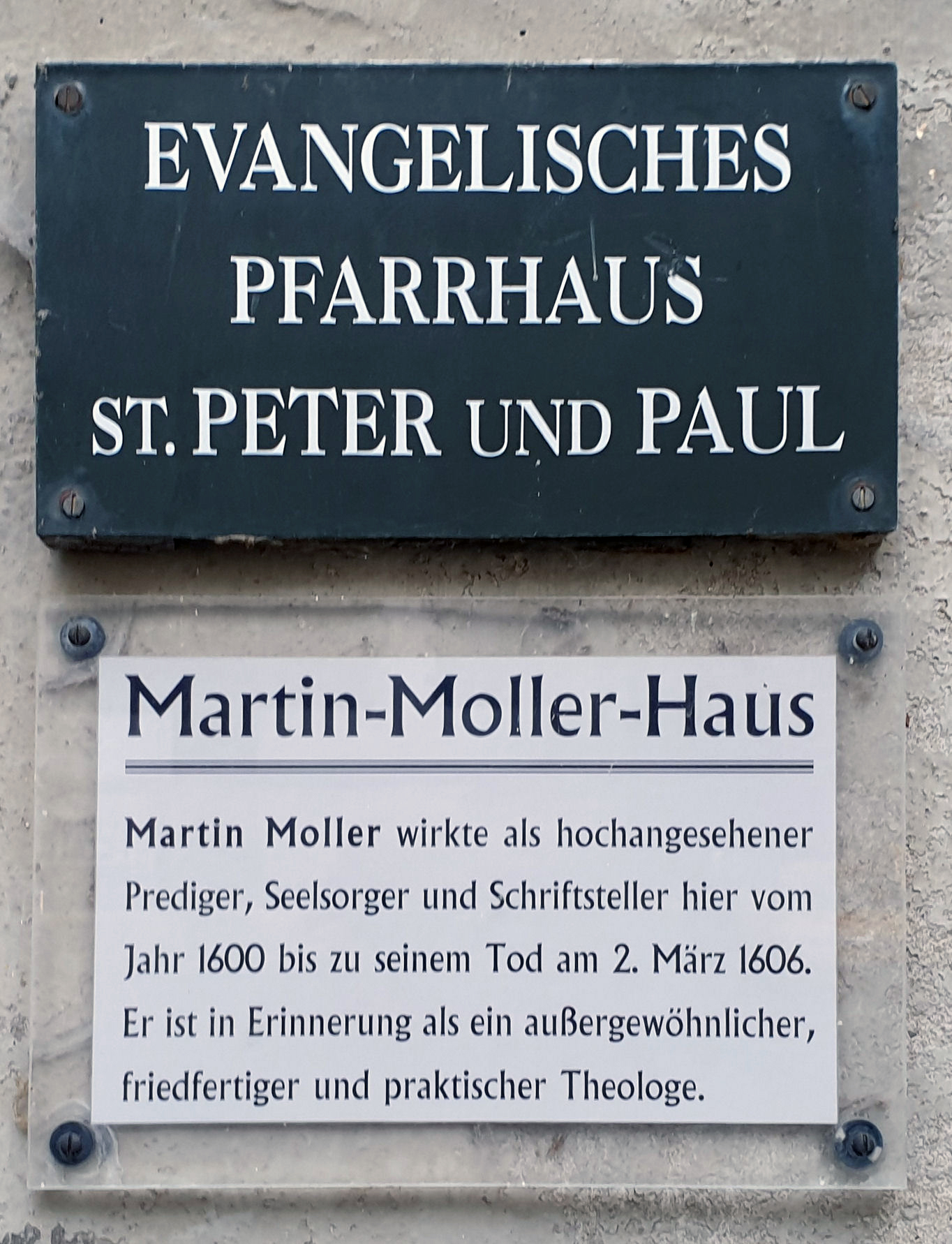
Gedenktafel in Görlitz

Nach dem Besuch der Stadtschule in Wittenberg von 1560 bis 1566 kam Moller 1566 auf das neu gegründete Gymnasium in Görlitz, wo er von dessen erstem Rektor Petrus Vincentius und dessen Kollegen Laurentius Ludovicus eine intensive humanistische und theologische Bildung nach den Prinzipien Philipp Melanchthons erhielt.
Durch Vermittlung seines Lehrers Ludovicus wurde er 1568 Kantor und Prediger im schlesischen Löwenberg. 1572 erhielt er ein Pastorat im benachbarten Kresselsdorf. Mit dieser ersten Berufung wurde er, wie damals gebräuchlich, automatisch in Wittenberg ordiniert. Moller erhielt 1575 das Pastorat in Sprottau und nahm schließlich 1600 eine Berufung als Hauptpastor an der Peter- und Paulskirche in Görlitz an. Das mangelnde formelle Theologiestudium galt dem Rat der Stadt als entbehrlich, da er schließlich „den Grund der Lehre und Studien“ bereits vor Jahren hier am Görlitzer Gymnasium erlernt habe.
Doch schon im ersten Jahr seiner Görlitzer Tätigkeit wurde er in die Debatte um den schlesischen Kryptocalvinismus hineingezogen. Insbesondere Salomon Gesner griff ihn hart an. In seiner Warnung an die … Gemeinen in Schlesien, das sie sich für einreißenden Calvinischen … Irrthumben … vorsehen wollen (1601) griff Gesner Mollers soeben erschienenes Hauptwerk Praxis Evangeliorum scharf an. Moller erwiderte im Folgejahr mit seiner Apologia (1602). In der Tat sah sich Moller dem Philippismus verpflichtet und versagte sich der in der zweiten Hälfte des 16. Jahrhunderts einsetzenden lutherisch-konfessionellen Engführung der reformatorischen Theologie.
Moller erblindete schon wenige Jahre nach seinem Amtsantritt an der Peter- und Pauls-Kirche und verstarb im Alter von 59 Jahren in Görlitz. Unter seinen Gemeindekindern befand sich auch der junge Jacob Böhme, der später in Konflikt mit Mollers Amtsnachfolger Gregor Richter (1560–1624) geraten sollte.

## Mollerlinde

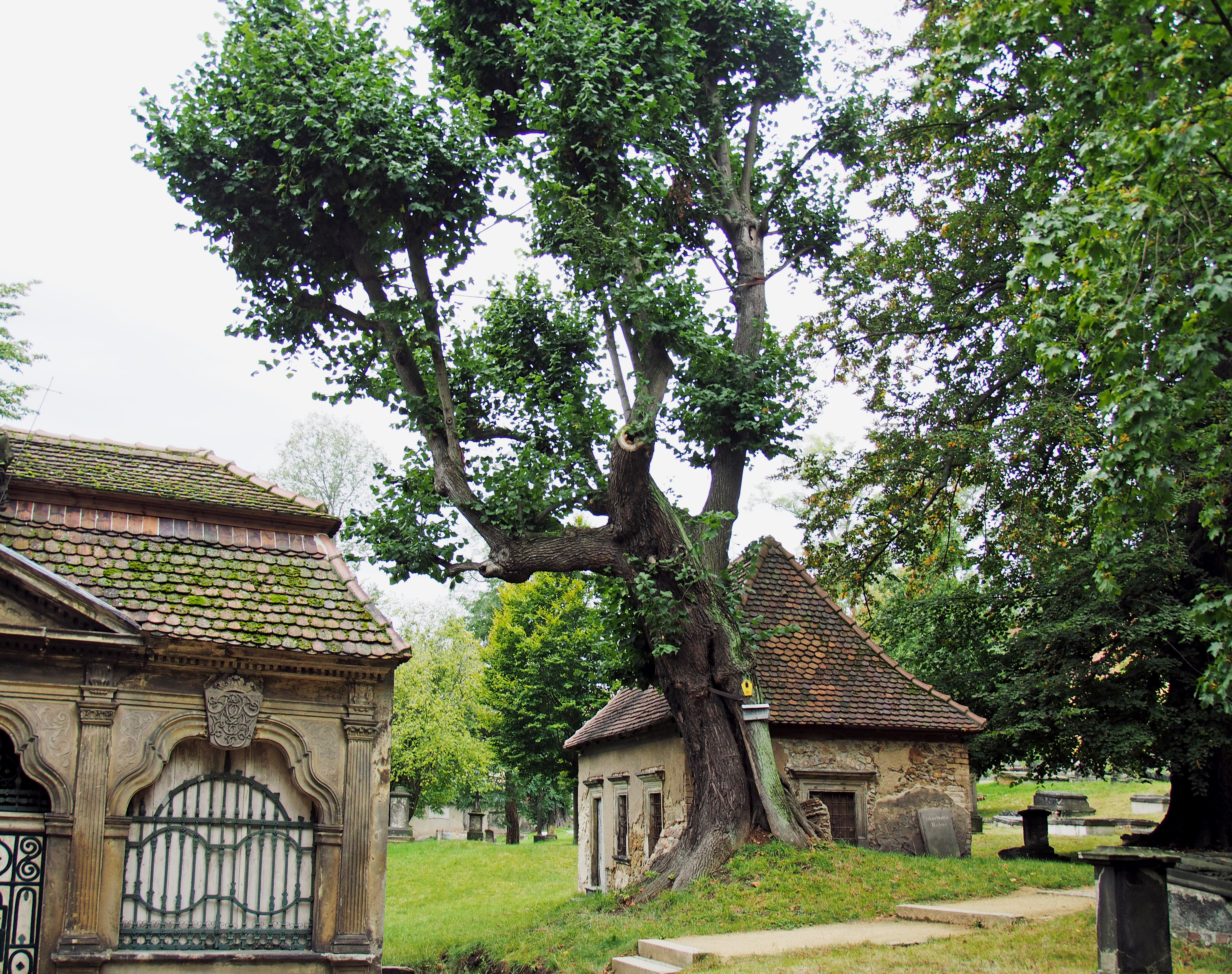
„Mollerlinde“

Auf dem Nikolaifriedhof in Görlitz steht die Mollerlinde, um die es im Zusammenhang mit Martin Moller verschiedene Sagen gibt.

## Wertung
Mollers wichtigste Leistung war die Mitbegründung einer evangelisch-lutherischen Erbauungsliteratur. Es lag ihm vor allem daran, die reformatorischen Lehraussagen wie die der Rechtfertigung aus Glauben in Gebet und Meditation für die persönliche, alltägliche Frömmigkeit wahrnehmbar zu machen. Dazu bediente er sich der reichen Überlieferung der vorreformatorischen Mystik. Durch seine Schriften wurden beispielsweise Bernhard von Clairvaux und Johannes Tauler auch für die evangelische Spiritualität zugänglich und beeinflussten hierdurch wiederum die künftige Erbauungsliteratur und Kirchenlieddichtung. Moller erwähnte auch Arnulf von Löwens als Oratio Rhythmica bekannte Meditation Salve, mundi salutare über die Gliedmaßen des toten Jesus, die Dieterich Buxtehude später in seinem Kantatenzyklus Membra Jesu Nostri vertonte.
Moller schuf mehrere Kirchenlieder, von denen einige noch heute im Evangelischen Gesangbuch zu finden sind, darunter: Heilger Geist, du Tröster mein (EG 128), Mollers deutsche Umdichtung von Stephen Langtons Pfingst-Sequenz Veni Sancte Spritus et emitte, sowie Nimm von uns Herr du treuer Gott (EG 146). Wohl zu Unrecht zugeschrieben wird ihm das Lied Ach Gott, wie manches Herzeleid.
Johann Sebastian Bach schrieb in seinem zweiten Kantatenzyklus eine Choralkantate über beide Lieder, 1724 Nimm von uns, Herr, du treuer Gott (BWV 101) und 1725 Ach Gott, wie manches Herzeleid, BWV 3. 1727 begann er eine weitere Kantate Ach Gott, wie manches Herzeleid, BWV 58, mit der ersten Strophe des Chorals.

## Werke (Auswahl)
Das Verzeichnis der im deutschen Sprachbereich erschienenen Drucke des 16. Jahrhunderts (VD 16) listet insgesamt 30 Einträge zu Martin Moller, darunter:
- MEDITATIONES sanctorum Patrum.Schöne, Andechtige Gebet, Tröstliche Sprüche, Gottselige Gedancken … Aus den heyligen Altvätern: Augustino, Bernhardo, Taulero, vnd andern, fleissig … zusammen getragen vnd verdeutschet. Görlitz: 1. Teil 1584, 2. Teil 1591 (und viele weitere Auflagen)
- Manuale De praeparatione ad mortem. Heylsame vnd sehr nützliche betrachtung, wie ein Christen Mensch aus Gottes Wort sol lernen Christlich leben, vnd Seliglich sterben. Görlitz 1593

Weitere, nach 1600 erschienene Titel (siehe VD 17):
- Praxis Evangeliorum. Einfeltige erklerung und nützliche betrachtung der Evangelien, so auff alle Sontage und vornemesten Fest Jährlich zu predigen verordnet sind: Für alle frome Hertzen, die sich in jetzigen letzten Zeiten vom Sündlichen WeltLaufft absondern und auff die Erscheinung unsers Herrn Jesu mit Frewden warten. (Postille in vier Bänden). Görlitz 1601
- Kurtze Apologia und Verantwortung etlicher wenig Lehr und Troststücke, so von Doctore Salomone Gesnero, Professore zu Wittenberg, in dem new außgangen Buche, Praxis Evangeliorum genandt, angefeindet und verdächtig gehalten werden. Görlitz 1602
- Thesaurus precationum: Andächtige Gebet, und tröstliche Seufftzen, aus den ordentlichen Sontages und Fest Evangelien, darinnen die vornembsten Lehren unnd Trost, so der Text mit bringet, zum rechten Brauch gezogen, und neben dem Heyligen Vater unser und Psalmen, täglich mit grossem nutz können gebraucht werden; Mit einem ordentlichen Register. Görlitz 1603

## Gedenktag
1. März im Evangelischen Namenkalender.